# Музична академія Загреба
Музична академія в Загребі (хорв. Muzička akademija, скорочено — MUZA) — вищий навчальний заклад музичного профілю у Загребі, Хорватія. Один із трьох мистецьких вишів, афілійованих Загребським університетом.
Заснована 1829 року, за часів Австро-Угорської імперії, як школа загребського музичного товариства. У 1916 році отримала статус консерваторії. Після входження Хорватії до Югославського королівства у 1921 році отримала назву Королівської консерваторії, а 1922 — Королівської музичної академії. Консерваторія включала нижчу, середню та вищу ланку освіти і, таким чином, тривалість навчання залежала від мети учня.
1951 року музична академія була реогранізована у два навчальні заклади — вищий, що отримав сучасну назву, та середній, що був названий музичною школою імені Ватрослава Лисинського.
Музична академія має 8 відділень:
- Композиції і теорії музики.
- Музикознавства
- Диригування, арфи і ударних інструментів
- Вокальний
- Фортепіано, клавесина і органа
- Струнних та гітари
- Духових інструментів
- Культурологічний